# ドロー＝ファルニー線定理
ドロー＝ファルニー線定理（英: Droz-Farny line theorem）は平面幾何学において、垂心を通り直交する直線に関する定理である。

を通るドロー・ファルニー線

三角形ABCの垂心（頂垂線の共点）をH、Hで直交する直線をL1, L2とする。次に、BC, CA, ABとL1の交点をそれぞれA1, B1, C1、BC, CA, ABとL2の交点をそれぞれA2, B2, C2とする。このとき、線分A1A2, B1B2, C1C2の中点は共線である。 
ドロー＝ファルニー線の定理は、1899年にアーノルド・ドロー＝ファルニーが提言した定理であるが、彼自身の証明は不完全であった。
また中点を、一定の比に置き換えても同様の定理が成立する（フロアー・ヴァン・ラモンあるいはクリストファー・ブラッドリーによる）。
ドロー＝ファルニー線の包絡線は外心と垂心を焦点とする内接円錐曲線マクベス円錐曲線（MacBeath conic）である。
ドロー＝ファルニー線の定理の垂心を他の点Pに置き換えたとき、ドロー＝ファルニー線の類似物が存在するような直線の組（DF-lines）L1, L2はただひとつ存在する。この2本の直線は、三角形の頂点と垂心とPを通る外接円錐曲線の漸近線と平行である。点Qについて、PとPのDF-linesの二等分線の三線極点とQが共線であるようなPの軌跡をDf-Cubicという。

## ゴールマハティヒの一般化
1930年、ルネ・ゴールマハティヒはドロー＝ファルニー線定理の一般化を発表した。
△ABCについて、その頂点でない点Pを通る直線の一つをLとする。LでPA, PB, PCを鏡映した直線と、それぞれBC, CA, ABの交点は共線である。
Pが垂心であるとき、元の定理を得る。

## ダオによる一般化

ダオによる1番目の一般化

ダオ・タイン・オアイ（Dao Thanh Oai）はさらなる一般化を発見している。
１: △ABCと任意の点Pについて、3つの平行な線分AA',BB',CC'を、その中点とPが共線になるようにとる。このとき、それぞれBC,CA,ABとPA',PB',PC'の交点は共線である。

ダオによる2番目の一般化

2: 任意の円錐曲線Sと点Pについて、Pを通る直線da,db,dcがそれぞれSとA,A'、B,B'、C,C'で交わるとする。次にPの極線かS上に点Dを作る。このときDA' ∩BC,DB' ∩ AC,DC' ∩ ABは共線である。ただし積集合記号は二直線の交点を表す。
この定理はザスラフスキーの定理（Zaslavsky's theorem）、ニクソンの定理、ブリスの定理（Bliss's theorem）、コリングの定理（Colling's theorem）、カルノーによるシムソンの定理の一般化などに演繹することができる。
他にも、Ngo Quang DuongとVu Thanh Tungによる対垂三角形を用いた一般化などが存在する。